# Christian Pfister

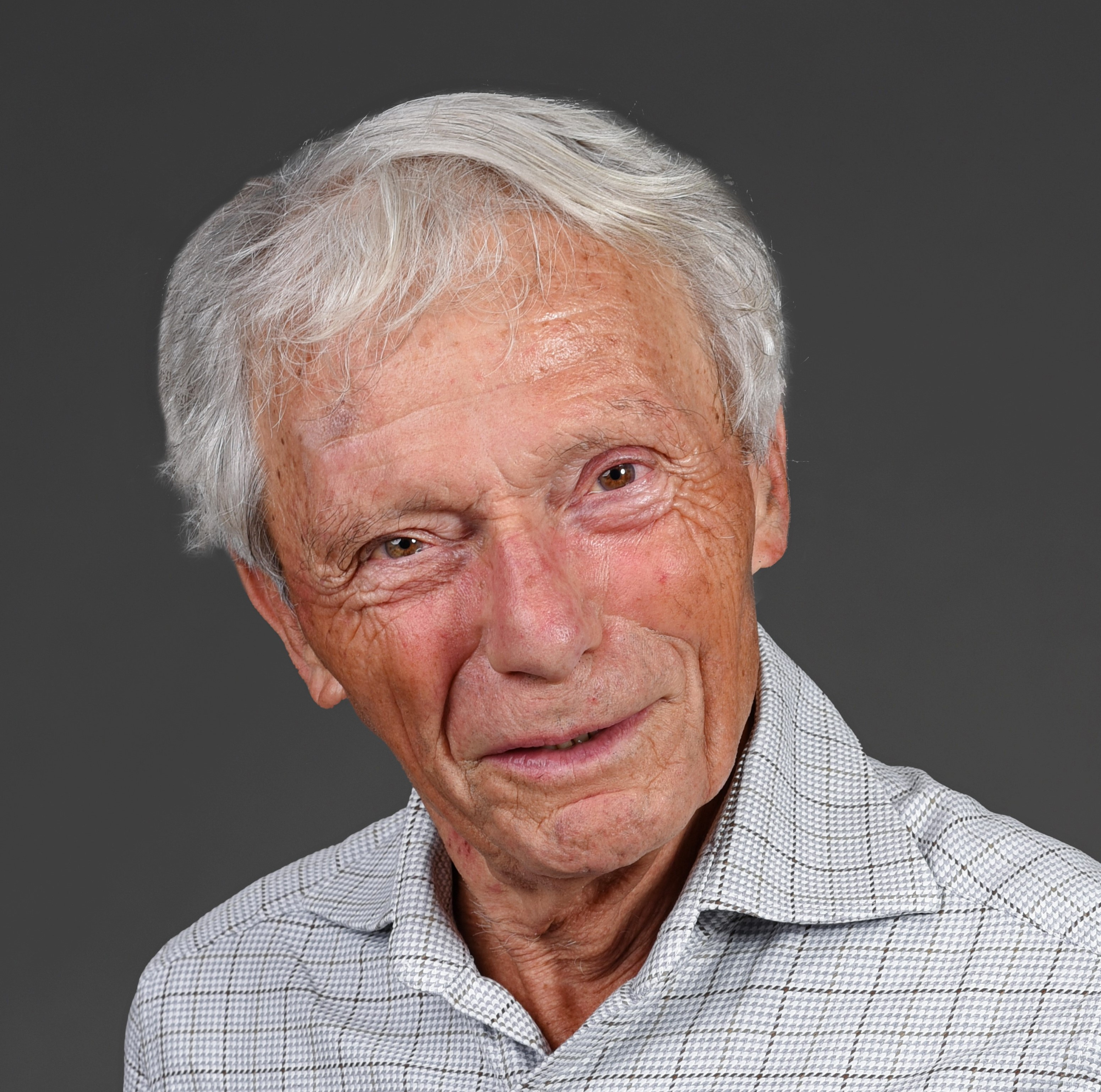
Christian Pfister (2023)

Christian Pfister (* 23. August 1944 in Bern) ist ein Schweizer Historiker.

## Leben
Pfister studierte von 1966 bis 1970 Geschichte und Geographie an der Universität Bern, wo er 1974 promovierte. Es folgten Studienaufenthalte an der University of Rochester und an der Climatic Research Unit (CRU) im englischen in Norwich. 1982 wurde er habilitiert. Von 1990 bis 1996 wurde Pfister vom Schweizerischen Nationalfonds (SNF) für seine Forschung zur Klimageschichte unterstützt. Von 1997 bis zu seiner Emeritierung im Jahr 2009 war er ordentlicher Professor für Wirtschafts-, Sozial- und Umweltgeschichte am Historischen Institut der Universität Bern. Diesen drei Dimensionen der Nachhaltigkeit blieb er in Lehre und Forschung verpflichtet.
Pfisters Schüler haben zu seinem 65. Geburtstag eine Festschrift verfassen, die unter anderem sein damaliges Publikationsverzeichnis und ein Verzeichnis der von ihm betreuten zwei Habilitationen, 26 Dissertationen sowie 150 Lizentiats- und Magisterarbeit umfasst. Seit seiner Emeritierung ist Pfister am Oeschger-Zentrum für Klimaforschung der Universität Bern als freier Forscher tätig. Sein Nachfolger an der Universität Bern wurde 2010 Christian Rohr, der als ordentlicher Professor für Umwelt- und Klimageschichte firmiert.
Pfister war Gründungspräsident der Europäischen Gesellschaft für Umweltgeschichte (European Society for Environmental History, eseh). Neben der Klimageschichte hat er sich in der Agrargeschichte, in der Bevölkerungsgeschichte, in der Regionalgeschichte, in der Geschichte der Naturkatastrophen sowie in der Energiegeschichte einen Namen gemacht. Ihm gelang «das Kunststück, quer zur disziplinären Ordnung an Schweizer Universitäten Karriere zu machen und sein Gebiet, die historische Klimaforschung, zu etablieren». «Schon mit der Wahl seines Dissertationsthemas setzte er neue Massstäbe. So ignorierte er den Rat eines Berner Professors, der meinte, es sei unmöglich, den Verlauf der Witterung und der Agrarkonjunktur im Mittelland in der zweiten Hälfte des 18. Jahrhunderts zu rekonstruieren. Genau zu diesem Thema legte Pfister 1974 seine durch Emmanuel Le Roy Ladurie inspirierte Doktorarbeit vor, die für die Klima- und Umweltgeschichte wegweisend wurde.» Sie setzte auch neue Massstäbe in der Geschichtswissenschaft durch den systematischen Einsatz quantitativer Methoden und der elektronischen Datenverarbeitung. Dabei wagte «Pfister den Schritt von der Klimarekonstruktion zur Klimawirkungsforschung».
Wegweisend wurde Pfisters Tätigkeit als Assistent am Geografischen Institut in den 1970er Jahren unter seinem Lehrer und Freund Bruno Messerli. Dort lernte er Arbeitsmethoden in der Geografie und Klimatologie kennen. Messerli betont, dass Pfister von renommierten Naturwissenschaftern wie Hermann Flohn und Hans Oeschger unterstützt worden ist. Der interdisziplinäre Ansatz der Dissertation und der Habilitation machten es für Christian Pfister nicht einfach, eine gesicherte Stelle an der Universität zu bekommen und die wissenschaftliche Arbeit weiterzuführen. Während seiner Tätigkeit als ordentlicher Professor am Historischen Institut der Universität Bern war seine Stelle zwar gesichert, doch verfügte er über weniger Personal als seine Kollegen. Emmanuel Le Roy Ladurie, ein Pionier der Historischen Klimatologie, bezeichnete Pfister noch 2013 als «unbestrittenen Meister der neuen Disziplin».

## Werk

### Klimageschichte

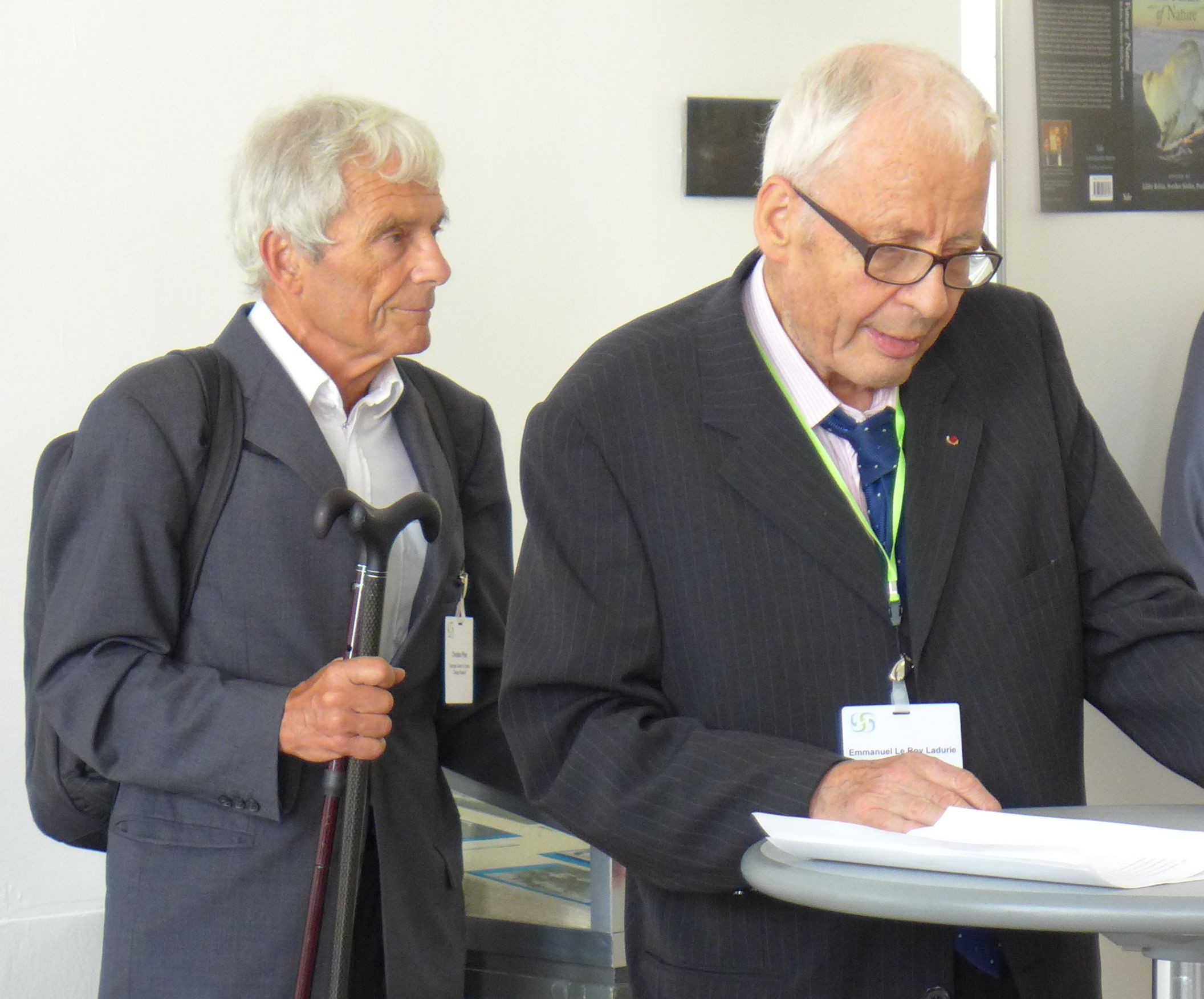
Christian Pfister (links) und Emmanuel Le Roy Ladurie (2013)

Pfister gilt als einer der Pioniere und bedeutendsten Forscher auf dem Gebiet der Historischen Klimatologie. Schwerpunkte seiner Forschung sind die gesellschaftliche Dimension von Klimaveränderungen und Naturkatastrophen und die Rekonstruktion von Klimaveränderungen und Naturkatastrophen aus historischen Dokumenten für die Zeit vor dem Einsetzen instrumenteller Messungen. Er ist bekannt für die Weiterentwicklung der nach ihm benannten Pfister Klimaindizes zu einem leistungsfähigen Instrument der Rekonstruktion von Näherungswerten für Temperaturen und Niederschläge  aus historischen Schriftzeugnissen. «Damit hat Pfister den Anschluss der Klimageschichte an die quantitativen Klimawissenschaften hergestellt. Seine historischen Resultate, besonders betreffend Extremereignisse, sind wichtige Stützen für die Abschätzung von Risiken und ermöglichen die Erweiterung von Statistiken.»
Für die historische Klimaforschung längerfristig bedeutsam wurde das Projekt European Palaeoclimate and Man since the Last Glaciation der European Science Foundation (1989). In diesem Rahmen leitete Pfister eine Forschungsgruppe, die Dokumentendaten aus ganz Europa zusammentrug, um Karten der Monatswitterung für das Zeitfenster 1675–1715 zu rekonstruieren. In diesem Rahmen erweiterte er das für die Dokumentation der «Klimageschichte der Schweiz» (1984) entwickelte Softwarepaket ClimHist für die Schaffung einer europäischen Datenbank Euro-ClimHist. Seit den 1990er Jahren hat Pfister die Datenbank schrittweise ausgebaut und methodisch verfeinert. Heute (Stand 2019) ist Euro-ClimHist mit über 200'000 Records vermutlich die grösste klimageschichtliche Datenbank.

### Agrargeschichte
Agrargeschichtliche Themen nehmen in den Schriften Pfisters breiten Raum ein, da sie eng mit der Klimageschichte und der Bevölkerungsgeschichte verknüpft sind. Pfister unterscheidet vier agrarische Nutzungszonen in der alten Schweiz: das Getreideanbaugebiet im Mittelland, das Hirtenland im Berggebiet, eine Zone der Feldgraswirtschaft im Hügelgebiet sowie eine Zone des intensiven Rebbaus, das Weinland. Schwerpunkt seiner Analyse und seiner Modelle bildet die Getreideproduktion im Kornland. Dabei hat Pfister vor allem die Bedeutung des Stickstoffkreislaufs für die Produktivitätsentwicklung herausgearbeitet. Das System der alten Getreidewirtschaft war durch eine geringe Produktivität gekennzeichnet, weil der Mangel an Dünger nicht behoben werden konnte. Die Verbesserung der Stickstoffversorgung durch Recycling und den Anbau kleeartiger Futterpflanzen erlaubte eine Anhebung der Getreideerträge, den feldmässigen Anbau von Kartoffeln sowie einen Aufschwung der Milchproduktion vom frühen 19. Jahrhundert an.

### Bevölkerungsgeschichte
Seit Erich Keysers Bevölkerungsgeschichte Deutschlands (Leipzig 1938) war für die Frühe Neuzeit keine Synthese mehr verfasst worden. Pfister, der eine Anzahl von Artikeln zu dieser Thematik verfasst hatte und eine entsprechende Vorlesung anbot, übernahm zu Beginn der 1990er Jahre die Aufgabe, eine kaum zu überblickende Zahl von kleinräumigen, bestenfalls regionalen und heterogenen Studien eines halben Jahrhunderts zu sammeln, zusammenzusetzen und in den Rahmen eines Bandes der Enzyklopädie Deutscher Geschichte zu pressen. Obwohl neue Erkenntnisse nicht ausdiskutiert und vielschichtige Probleme nur angedeutet werden konnten, stiess der Band Bevölkerungsgeschichte und Historische Demographie 1500–1800 (München 1994, 2. Auflage 2007) auf durchaus positive Resonanz. Er ist bis heute nicht ersetzt worden.

### Regionalgeschichte
Sowohl die Dissertation (1974) als auch die Habilitation (1984) von Christian Pfister waren neben der Klimageschichte der histoire totale der Annales-Schule verpflichtet. Mit dem Fokus auf den Kanton Bern und die ökonomischen Patrioten öffnete sich ein regionalgeschichtliches Feld, das ihn in den Jahren danach weiter beschäftigte. Durch die feine Kammerung bildet die Schweiz einen Flickenteppich von Räumen der unterschiedlichsten Prägung. Auch im Kanton Bern folgten die Räume in ihrer Entwicklung unterschiedlichen Pfaden. Pfisters Monographie Im Strom der Modernisierung (Bern 1995) setzt das methodische Postulat einer histoire totale mit ausserordentlicher Präzision und raumzeitlicher Differenzierung um und kann als materielle Geschichte im besten Wortsinn gelten, in der Energieträger und Nahrungsmittel, agrarische Produktionsweisen und ihre Modernisierung ebenso auftreten wie die «Menschen, die zeugen und gebären, essen, arbeiten, streiten, erfinden, probieren, altern und sterben und nicht nur zu statistischen Zahlenreihen verarbeitet sind».
Parallel zu ClimHist baute Pfister ab 1984 die Datenbank BernHist auf. Sie war für die oben erwähnte Monographie von grosser Bedeutung, ebenso für den damit verknüpften Historisch-statistischen Atlas des Kantons Bern 1750–1995 (Bern 1998). 2009 enthielt die Datenbank rund 1,5 Millionen Einzeldaten aus den Bereichen Bevölkerung, Wirtschaft, Umwelt und Politik für den Zeitraum von 1700 bis zur Gegenwart. 2019 ist eine modernisierte Version von BernHist aufgeschaltet worden, die aber später keinen Support mehr erhalten hat.

### Energie- und Umweltgeschichte
Pfister gliedert die Wirtschafts- und Umweltgeschichte auf Grund ihrer Energiebasis (Biomasse; Kohle, Öl und Gas) in drei gesellschaftliche Fundamentalperioden: Agrargesellschaften, Industriegesellschaft und Konsumgesellschaft. Aufsehen und Widerspruch erregte seine These, die heutige Dringlichkeit des Klimaproblems und die Schwemme an Plastikmüll seien auf die Überflutung der Märkte mit billigem Öl von den späten 1950er Jahren an zurückzuführen. In der Umweltgeschichte ist Pfisters These vom 1950er Syndrom weitgehend unbestritten. Der entsprechende Sammelband (Pfister 1995) erlebte 1996 eine zweite Auflage. Eine weiterführende englischsprachige Synthese wurde 2010 publiziert.

### Geschichte von Naturkatastrophen
Von 1882 bis 1976 blieb die Schweiz von Naturkatastrophen weitgehend verschont. Pfister weist nach, dass diese «Katastrophenlücke» dazu beitrug, dass Naturrisiken bis in die 1990er Jahre unterschätzt wurden. Auch in der historischen Forschung wurde die Thematik erst spät entdeckt. In seiner Wetternachhersage (1999) verknüpft Pfister die Klimavariationen der letzten fünfhundert Jahre mit schweren Naturkatastrophen. Er trug das Thema in die Lehre hinein, was mit einer Fülle von studentischen Forschungsarbeiten Früchte trug. Im Sammelband Am Tag danach. Zur Bewältigung von Naturkatastrophen in der Schweiz 1500–2000 (Bern 2002) sind einige davon zusammengefasst. Pfister postuliert, dass Naturkatastrophen als Schrittmacher der Modernisierung betrachtet werden können und zumindest in der Schweiz grundlegend für den Aufbau einer landesweiten Solidarität zwischen den armen Berggebieten und den wohlhabenden Gebieten im Mittelland waren. Mit diesen Thesen gelang es ihm, der vornehmlich kulturhistorischen Diskussion um die Deutung und Wahrnehmung von Katastrophen eine neue Tiefe zu verleihen. Zudem machte er den Wert der historischen Aufarbeitung von Katastrophen für die moderne Modellierung und numerische Simulation des Klimas deutlich. Er hat mehrere Artikel über Naturkatastrophen verfasst und zusammen mit Christof Mauch 2009 einen Sammelband zu dieser Thematik herausgegeben. Einen wesentlichen Anteil hatte Pfister auch an der Erforschung und medialen Aufarbeitung der Dürre in Mitteleuropa 1540.

## Auszeichnungen
Pfister erhielt folgende Auszeichnungen:
- Theodor Kocher-Preis der Universität Bern (1986)
- Ehrenmitglied der Romanian Scientists’ Academy (1997)
- Eduard Brückner-Preis für «herausragende interdisziplinäre Leistungen in der Klimaforschung» (2000)
- Bronze Medal of the Faculty of Sciences der Masaryk-Universität in Brünn «for his valuable contribution to the development of scientific cooperation and to the progress of historical climate research» (2009)
- Doctor honoris causa der Universidad Ricardo Palma in Lima «en reconocimiento a su destacada trayectoria profesional y por sus aportes en el camp de la Historia del Clima» (2010)

## Publikationen (Auswahl)
Eine vollständige Liste seiner Schriften findet sich auf der Seite des Historischen Instituts der Universität Bern. Die meisten Artikel können dort heruntergeladen werden.
Als Autor:
- Agrarkonjunktur und Witterungsverlauf im westlichen Schweizer Mittelland zur Zeit der Ökonomischen Patrioten 1755–1797. Ein Beitrag zur Umwelt- und Wirtschaftsgeschichte des 18. Jahrhunderts. Geographisches Institut der Universität Bern, Bern 1975 (PDF; 80,1 MB).
- Klimageschichte der Schweiz 1525–1860. Das Klima der Schweiz von 1525 bis 1860 und seine Bedeutung in der Geschichte von Bevölkerung und Landwirtschaft. 2 Bände. Haupt, Bern 1984, ISBN 3-258-03319-6 (3. Auflage, 1988).
- Bevölkerungsgeschichte und historische Demographie 1500–1800 (= Enzyklopädie deutscher Geschichte. Band 28). Oldenbourg, München 1994, ISBN 3-486-58157-0.
- Im Strom der Modernisierung. Bevölkerung, Wirtschaft und Umwelt im Kanton Bern (1700–1914) (= Geschichte des Kantons Bern seit 1798. Band 4). Bern 1995 (Volltext).
- Wetternachhersage. 500 Jahre Klimavariationen und Naturkatastrophen (1496–1995). Haupt, Bern 1999, ISBN 3-258-05696-X (frei zugängliches PDF; 403 kB).
- mit Christian Rohr, Antoine Jover: Euro-Climhist. Eine Datenplattform der Universität Bern zur Witterungs-, Klima- und Katastrophengeschichte. In: Wasser Energie Luft. 109, 2017, S. 45–48.
- The «Black Swan» of 1540. Aspects of a European Megadrought. In: Claus Leggewie, Franz Mauelshagen (Hrsg.): Climatic Change and Cultural Transition in Europe. Brill, Leiden 2018, S. 156–196.
- Christian Pfister, Heinz Wanner: Klima und Gesellschaft in Europa. Die letzten tausend Jahre. Bern 2021, ISBN 978-3-258-08182-3.

Als Herausgeber:
- mit Peter Brimblecombe: The silent countdown. Essays in European Environmental History. Springer, Berlin / New York 1990.
- Das 1950er Syndrom. Der Weg in die Konsumgesellschaft. Haupt Verlag, Bern 1995 (PDF; 374 kB)
- mit Hans-Rudolf Egli: Historisch-Statistischer Atlas des Kantons Bern 1750–1995. Umwelt, Bevölkerung, Wirtschaft, Politik. Historischer Verein des Kantons Bern, Bern 1998.
- Am Tag danach. Zur Bewältigung von Naturkatastrophen in der Schweiz 1500–2000. Haupt, Bern 2002, ISBN 3-258-06436-9.
- mit Daniel Di Falco, Peter Bär: Bilder vom besseren Leben. Wie Werbung Geschichte erzählt. Haupt, Bern 2002.
- mit Wolfgang Behringer, Hartmut Lehmann: Kulturelle Konsequenzen der «Kleinen Eiszeit». Cultural Consequences of the «Little Ice Age». Vandenhoeck & Ruprecht, Göttingen 2005, ISBN 3-525-35864-4.
- mit Christof Mauch: Natural disasters, cultural responses: case studies toward a global environmental history. Lexington Books, Lanham 2009.
- mit Martin Stuber, Peter Moser, Gerrendina Gerber-Visser: Kartoffeln, Klee und kluge Köpfe. Die Oekonomische und Gemeinnützige Gesellschaft des Kantons Bern OGG (1759–2009). Haupt, Bern 2009.
- mit Daniel Krämer, Daniel Marc Segesser: «Woche für Woche neue Preisaufschläge». Nahrungsmittel-, Energie- und Ressourcenkonflikte in der Schweiz des Ersten Weltkrieges. Schwabe, Basel 2016.
- mit Sam White, Franz Mauelshagen: The Palgrave Handbook of Climate History. Palgrave Macmillan, London 2018, ISBN 978-1-137-43019-9.
- Mitherausgeber der Buchreihen: "Berner Forschungen zur Regionalgeschichte", Band 2–15, Verlag Traugott Bautz, Nordhausen 2005, ISBN 978-3-88309-231-7 (Bd. 2 ff.) und "Berner Forschungen zur Neuesten Allgemeinen und Schweizer Geschichte", Band 1–5 / 7–12, Verlag Traugott Bautz, Nordhausen 2004, ISBN 978-3-88309-233-1 (Bd. 1 ff.)